# 公安部金盾影视文化中心
公安部金盾影视文化中心是中华人民共和国公安部直属的影视文化平台，1993年开始筹建，1994年11月经中央机构编制委员会批准正式成立，主要业务为推出涉案、涉警题材影视作品，举办法制文化活动等。参与制作的影视作品有《九一八大案纪实》《湄公河行动》等。